# الميكانيكي (فلم)
الميكانيكي هو فيلم غموض وإثارة صدر في سنة 2004، تم تصويره في إسبانيا باللغة الإنجليزية قام بإخراجه براد أندرسون ومن بطولة كريستيان بيل بدور تريفور ريزنيك، العامل الذي يعاني من صعوبات في النوم وأرق مستمر، يجعله يقترب من عام كامل لم ينم فيه سوى ساعات قليلة جدا! ليبدأ بعدها في رؤية هلاوس مختلفة، كظهور عامل ذي وجه مشوه في المصنع لا يراه أحد سوى تريفور، ووجود ملاحظات مكتوبة على ثلاجة منزله لا يدري من قام بكتابتها. الفيلم أيضاً من بطولة جينيفر جيسون لي. فقد بيل 27 كليوغرام من وزنه من أجل يناسب شخصية الفيلم.

## ملخص القصة
تدور أحداث الفيلم حول (تريفور رزنيك) وهو ميكانيكي يعمل في مصنع، ويعاني تريفور من أرق مزمن اصابه منذ عام وبسبب ذلك أصبح نحيلاً جداً، الامر الذي ادى إلى تدمير حياته من ناحية نفسية فيعيش حالة سيئة من جراء عدم تمكنه من النوم، يحاول تريفور ان يعرف ما الذي اوصله لهذه الحالة من البؤس والعذاب، فأصبح يظن ان هناك شخص ما يحاول تدمير حياته، على الرغم من انه يرى هذا الشخص إلا ان الجميع يقولون له بأنه ليس موجود.
تتصاعد الأحداث وتسوء حالة تريفور ويتسبب من دون قصد في قطع ذراع أحد زملائه بالمصنع فأصبح مكروهاً ومنبوذاً من الجميع، وفي يوم من الأيام تعلق ذراعه في ماكينة في المصنع ولكنه ينقذ ذراعه في آخر لحظة، ويتهم كل من في المصنع بأنهم متأمرون ضده فيتم طرده من العمل.
وبمرور الوقت، يختلط الأمر على تريفور ويفقد القدرة على التفرقة بين الحقيقة والخيال مما يقوده إلى حافة الجنون.

## الإنتاج
تم تصوير الفيلم بكامله في مدينة برشلونة في إسبانيا.
أَضطر (بيل) إلى تجويع نفسه لمدة تزيد عن 4 أشهر قبل البدء بتصوير الفيلم, فخسر 28 كيلو غرام من وزنه واصبح وزنه 54 كيلوغرام. اراد (بيل) ان يصبح وزنه 45 كيلو ولكن المنتجين لم يسمحوا له بذلك لدواعي صحية.
ولكن استطاع بعد ذلك كسب 27 كيلو غرام عبر التمارين الرياضية والغذاء المتوان, من اجل الاستعداد لتصوير فيلم بداية باتمان.

## الاستقبال النقدي
حظي الفيلم باستقبال نقدي جيد جداً نظراً لاداء(بيل) وتميز الإخراج فصنفه موقع Rotten Tomatoes بـ 76%, روجر إيبرت من صحيفة شيكاغو سن-تايمز اشاد بالفيلم واعطاه 3 نجوم من اصل 4 قائلاً «المخرج براد انديرسون والكاتب سكوت كوسار يريدون ان يصوروا حالة ذهنية, ولقد نجح هو وبيل في ذلك بفعالية مزعجة».

## وصلات خارجية
- الميكانيكي على موقع IMDb (الإنجليزية)
- الميكانيكي على موقع ميتاكريتيك (الإنجليزية)
- الميكانيكي على موقع الموسوعة البريطانية (الإنجليزية)
- الميكانيكي على موقع روتن توميتوز (الإنجليزية)
- الميكانيكي على موقع نتفليكس (الإنجليزية)
- الميكانيكي على موقع قاعدة بيانات الأفلام العربية
- الميكانيكي على موقع ألو سيني (الفرنسية)
- الميكانيكي على موقع Turner Classic Movies (الإنجليزية)
- الميكانيكي على موقع أول موفي (الإنجليزية)
- الميكانيكي على موقع بوكس أوفيس موجو (الإنجليزية)